# Iophon abnormalis
Iophon abnormalis är en svampdjursart som beskrevs av Ridley och Arthur Dendy 1886. Iophon abnormalis ingår i släktet Iophon och familjen Acarnidae. Inga underarter finns listade i Catalogue of Life.